# Quần thể di tích và danh thắng Yên Tử – Vĩnh Nghiêm – Côn Sơn, Kiếp Bạc

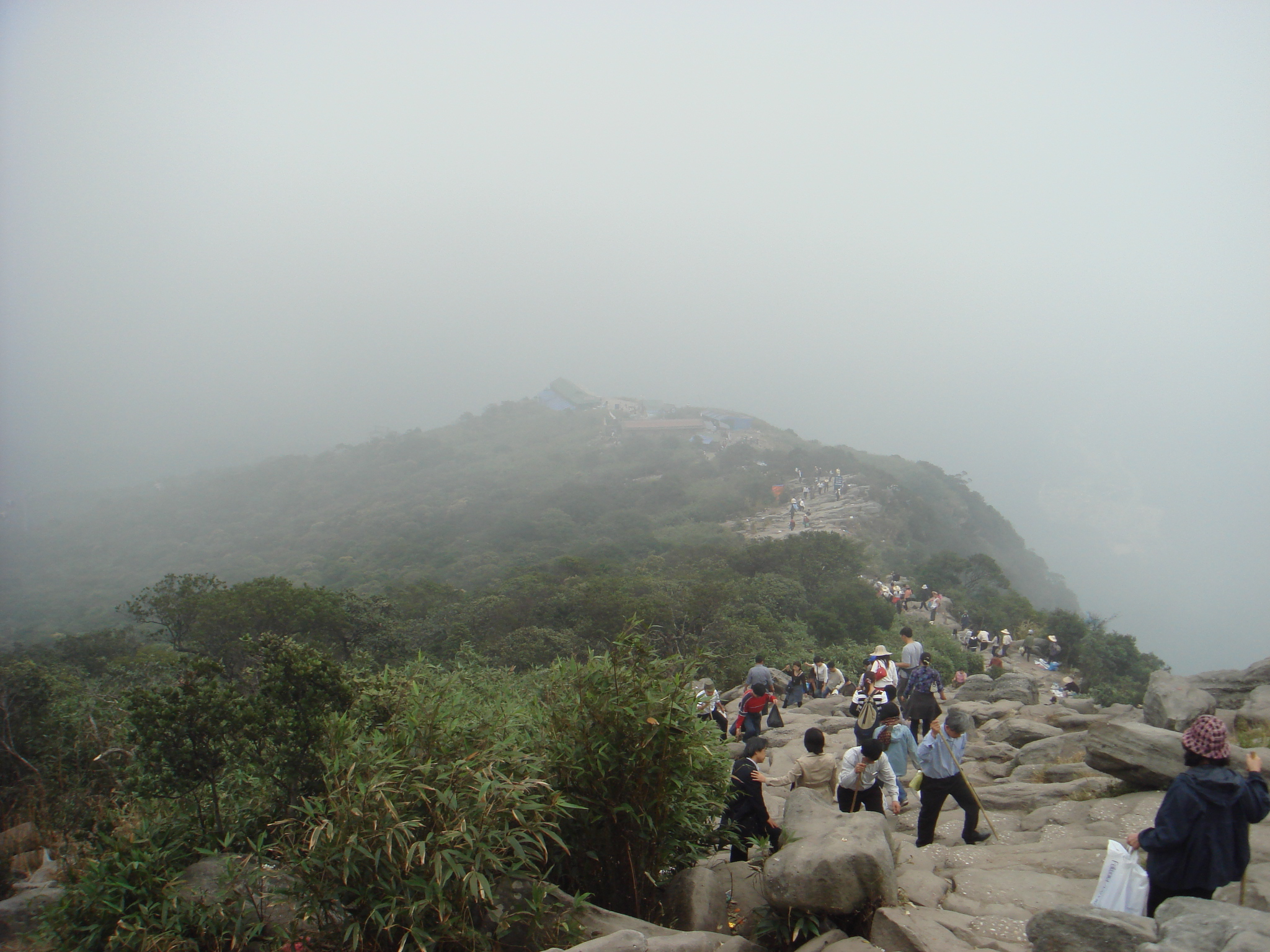
Khách thập phương lên núi Yên Tử

 Quần thể di tích và danh thắng Yên Tử – Vĩnh Nghiêm – Côn Sơn, Kiếp Bạc là một chuỗi các di tích nằm trên địa bàn 3 tỉnh Bắc Ninh, Hải Phòng và Quảng Ninh ở Đông Bắc Việt Nam gắn liền với sự ra đời, lan tỏa và phát triển của Thiền phái Trúc Lâm. Ngày 12 tháng 7 năm 2025, tại Kỳ họp lần thứ 47 của Ủy ban Di sản Thế giới, UNESCO  công nhận Quần thể di tích và danh thắng Yên Tử - Vĩnh Nghiêm, Côn Sơn, Kiếp Bạc (thuộc địa bàn các tỉnh Quảng Ninh, Bắc Ninh và thành phố Hải Phòng) là Di sản Văn hóa Thế giới.
Phần lớn hệ thống các di tích lịch sử văn hóa gắn liền với sự ra đời, hình thành và phát triển thiền phái Trúc Lâm ở Việt Nam tại khu vực dãy núi Yên Tử và vùng lân cận nằm trên địa phận 3 tỉnh: Bắc Ninh, Hải Phòng và Quảng Ninh. Quần thể di tích và danh thắng này bao gồm 4 khu vực: Khu di tích lịch sử và danh thắng Yên Tử, Khu di tích lịch sử nhà Trần (tỉnh Quảng Ninh), Khu di tích và danh thắng Tây Yên Tử (tỉnh Bắc Ninh, trước đây là tỉnh Bắc Giang), Khu di tích Côn Sơn – Kiếp Bạc (thành phố Hải Phòng, trước đây là tỉnh Hải Dương).

## Tổng quan

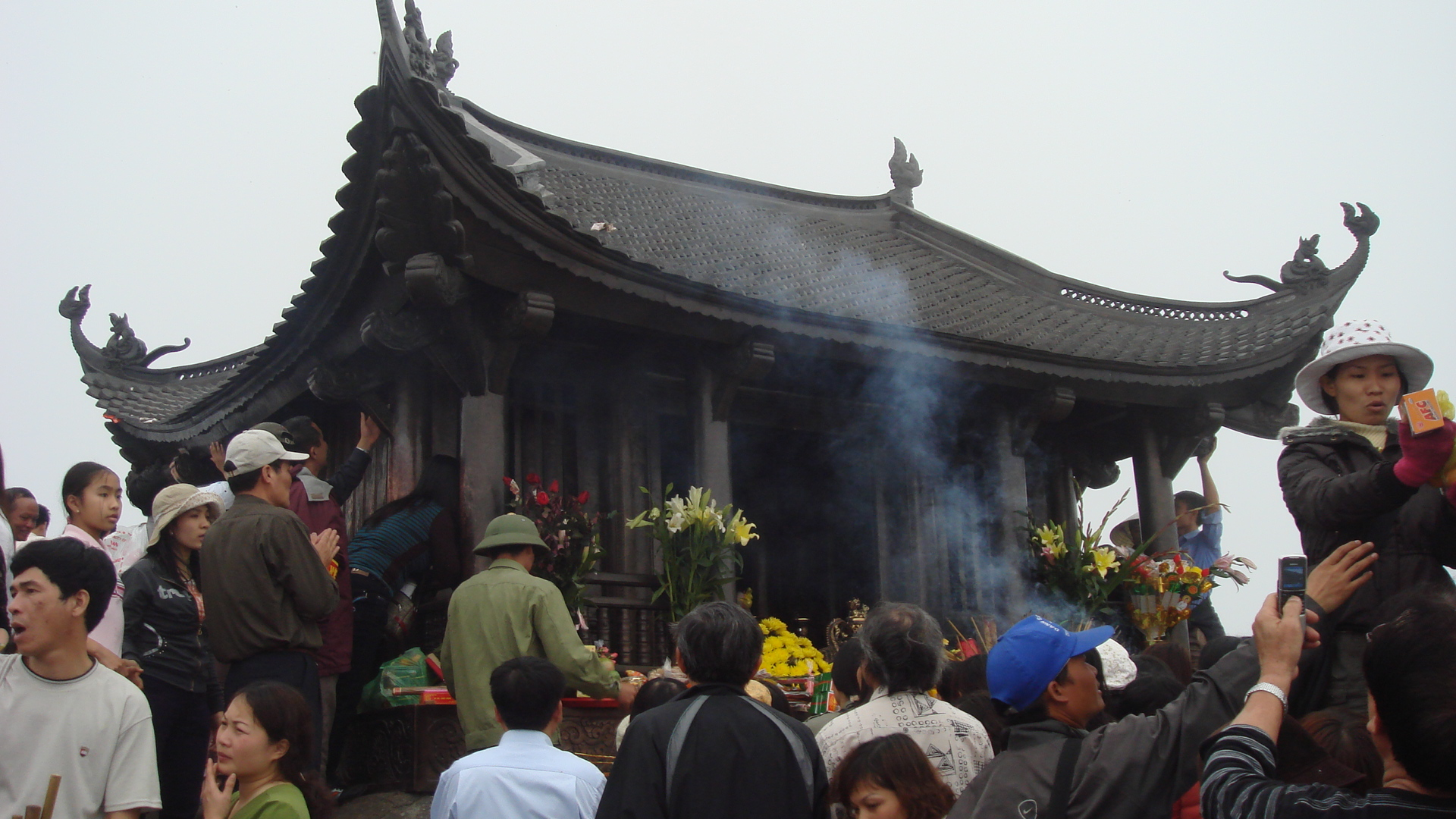
Chùa Đồng

Quần thể di tích và danh thắng Yên Tử – Vĩnh Nghiêm – Côn Sơn, Kiếp Bạc gồm 5 khu di tích: danh thắng Yên Tử; nhà Trần Đông Triều; Côn Sơn Kiếp Bạc; chiến thắng Bạch Đằng; Quần thể di tích An Phụ - Kính Chủ - Nhẫm Dương; 3 di tích khác cũng nằm trong danh sách đề cử: chùa Bồ Đà, chùa Vĩnh Nghiêm và chùa Thanh Mai.
Nhìn tổng thể, khu di sản đề cử nằm trong vùng cánh cung Đông Triều với độ cao trung bình trên 600m, đỉnh cao nhất là ngọn núi Yên Tử có độ cao 1.068m so với mực nước biển. Cánh cung Đông Triều được xem là "phên dậu" phía Đông Bắc của Việt Nam. Vùng núi này không chỉ là một thắng cảnh thiên nhiên mà còn là quê hương của Vương triều nhà Trần trong lịch sử, là "Đất tổ Phật giáo Trúc Lâm Việt Nam".
Năm 1299, Trần Nhân Tông đã chính thức thành lập nên Thiền phái Trúc Lâm bằng cả một hệ thống lý thuyết và hành động gắn đạo với đời. Ông được coi là vị Sư Tổ thứ nhất của Thiền phái Trúc Lâm Yên Tử mang Phật danh Điều Ngự Giác Hoàng. Kế tục sự nghiệp của ông là Sư Tổ Pháp Loa và Huyền Quang Tôn Giả. Cả ba vị được gọi là Trúc Lâm Tam Tổ. Từ đó, Yên Tử trở thành kinh đô tư tưởng của Phật phái Trúc Lâm, đánh dấu sự phát triển triết học và tư tưởng của dân tộc Việt Nam trong các thế kỷ 13 và 14. Gắn liền với lịch sử phát triển dòng thiền Trúc Lâm tại Yên Tử là việc xây dựng và hình thành một quần thể các công trình kiến trúc gồm nhiều chùa và hàng trăm am, tháp, mộ, bia, tượng. Quần thể kiến trúc này được đặt trong một tổng thể cảnh quan hùng vĩ, trải dài hàng chục km tạo thành Quần thể di tích và danh thắng Yên Tử.
Quần thể di tích và danh thắng Yên Tử – Vĩnh Nghiêm – Côn Sơn, Kiếp Bạc là nơi hình thành, ra đời và phát triển của Trung tâm Phật giáo Thiền Tông thuần Việt, do người Việt trực tiếp sáng lập ra. Là nơi hội tụ của các công trình kiến trúc cổ kính do các Tăng, Ni, Phật tử và triều đình phong kiến của các thời Lý, Trần, Lê, Nguyễn kế tiếp nhau xây dựng, tu bổ và tôn tạo. Những công trình này đã phản ánh khá rõ nét sự phát triển của kiến trúc, mỹ thuật, điêu khắc, tiêu biểu cho tài năng sáng tạo nghệ thuật của dân tộc Việt Nam. Đây là một quần thể di tích rất lớn và ra đời sớm ở Việt Nam.

## Quá trình đề cử di sản thế giới
Vào năm 2014, Bộ Văn hóa, Thể thao và Du lịch Việt Nam đã ban hành Văn bản số 555/BVHTTDL-DSVH báo cáo Thủ tướng Chính phủ về việc đề cử việc lập hồ sơ đệ trình UNESCO công nhận Quần thể di sản văn hóa và danh thắng Yên Tử là Di sản Thế giới. Một Công văn của Văn phòng Chính phủ Việt Nam đã thông báo ý kiến của Phó Thủ tướng nước này là Vũ Đức Đam giao cho Bộ Văn hóa, Thể thao và Du lịch chủ trì, hướng dẫn, phối hợp với Ủy ban nhân dân các tỉnh: Quảng Ninh, Bắc Giang lập hồ sơ Quần thể Di tích và Danh thắng Yên Tử, trình Thủ tướng Chính phủ cho phép đệ trình Tổ chức Khoa học, Giáo dục và Văn hóa của Liên hiệp quốc UNESCO xem xét, công nhận là Di sản thế giới". Tháng 2 năm 2015, Bộ Văn hóa, Thể thao và Du lịch (Việt Nam) đã có Văn bản số 491/BVHTTDL-DSVH cho ý kiến về việc trình UNESCO đưa Quần thể Di tích và Danh thắng Yên Tử vào Danh mục Dự kiến xây dựng hồ sơ Di sản thế giới. Sau đó vào tháng 3 cùng năm, Ủy ban Nhân dân tỉnh Hải Dương mới nhất trí chủ trương phối hợp cùng Quảng Ninh và Bắc Giang lập hồ sơ xét công nhận quần thể di tích danh thắng Yên Tử là di sản thế giới.
Đến tháng 1 năm 2021, Văn phòng Chính phủ có công văn thông báo ý kiến của Phó Thủ tướng Chính phủ nước này với nội dung giao Bộ Văn hóa, Thể thao và Du lịch chủ trì, phối hợp với Ủy ban Quốc gia UNESCO Việt Nam gửi báo cáo tóm tắt đề cử "Quần thể di tích và danh thắng Yên Tử, thuộc địa bàn các tỉnh: Quảng Ninh, Bắc Giang và Hải Dương" tới Trung tâm Di sản thế giới UNESCO để đề nghị xem xét, đưa vào danh sách dự kiến lập hồ sơ di sản thế giới. Qua rất nhiều lần đổi tên, hiện nay hồ sơ mang tên chính thức là hồ sơ "Quần thể di tích và danh thắng Yên Tử – Vĩnh Nghiêm – Côn Sơn, Kiếp Bạc". Vào hồi 13 giờ 02 phút ngày 12 tháng 7 năm 2025 (theo giờ Paris, khoảng 18 giờ theo giờ Việt Nam), tại Kỳ họp lần thứ 47 của Ủy ban Di sản Thế giới, UNESCO đã ra nghị quyết công nhận Quần thể di tích và danh thắng Yên Tử – Vĩnh Nghiêm – Côn Sơn, Kiếp Bạc là Di sản văn hóa thế giới.
Quần thể Yên Tử đã được công nhận là di sản văn hóa thế giới theo hai tiêu chí (iii) và (vi) trong Bộ tiêu chí của UNESCO. Đối với tiêu chí (iii), Quần thể Yên Tử có sự kết hợp hài hòa giữa Nhà nước, tôn giáo và cộng đồng nhân dân được phát triển từ vùng đất Yên Tử, tạo ra một truyền thống văn hóa được coi là độc đáo và có ý nghĩa toàn cầu, định hình bản sắc dân tộc, thúc đẩy hòa bình và an ninh trong khu vực rộng hơn, là minh chứng về Thiền phái Phật giáo Trúc Lâm. Đối với tiêu chí (vi), quần thể Yên Tử và Thiền phái Trúc Lâm thể hiện ý nghĩa toàn cầu về cách thức một tôn giáo, xuất phát từ nhiều tín ngưỡng, bắt nguồn và phát triển từ Yên Tử, đã ảnh hưởng đến xã hội thế tục thúc đẩy một quốc gia mạnh mẽ, bảo đảm hòa bình và hợp tác khu vực.

## Di tích
Quần thể này gồm 12 cụm, điểm di tích: Thiền viện Trúc Lâm Yên Tử, chùa Vĩnh Nghiêm, Khu di tích Côn Sơn - Kiếp Bạc, chùa Bổ Đà, Khu di tích Nhà Trần ở Đông Triều cùng nhiều đền, chùa, am, tháp cổ, văn bia, mộc bản và không gian cảnh quan núi rừng. Đây là di sản liên tỉnh thứ 2 trong số 9 di sản thế giới của Việt Nam được UNESCO công nhận.